# Huazhuang, Suiping
Huazhuang (kinesiska: 花庄) är en ort i Kina. Den ligger i provinsen Henan, i den centrala delen av landet, omkring 180 kilometer söder om provinshuvudstaden Zhengzhou. Antalet invånare är 26 287. Befolkningen består av 12 599 kvinnor och 13 688 män. Barn under 15 år utgör 20,0 %, vuxna 15-64 år 69 %, och äldre över 65 år 10,0 %.
Runt Huazhuangxiang är det ganska tätbefolkat, med 239 invånare per kvadratkilometer. Närmaste större samhälle är Shenzhai, 15,5 km nordost om Huazhuangxiang. Trakten runt Huazhuangxiang består till största delen av jordbruksmark.
Genomsnittlig årsnederbörd är 968 millimeter. Den regnigaste månaden är juli, med i genomsnitt 178 mm nederbörd, och den torraste är januari, med 9 mm nederbörd.